# Maria Olga de Moraes Sarmento da Silveira

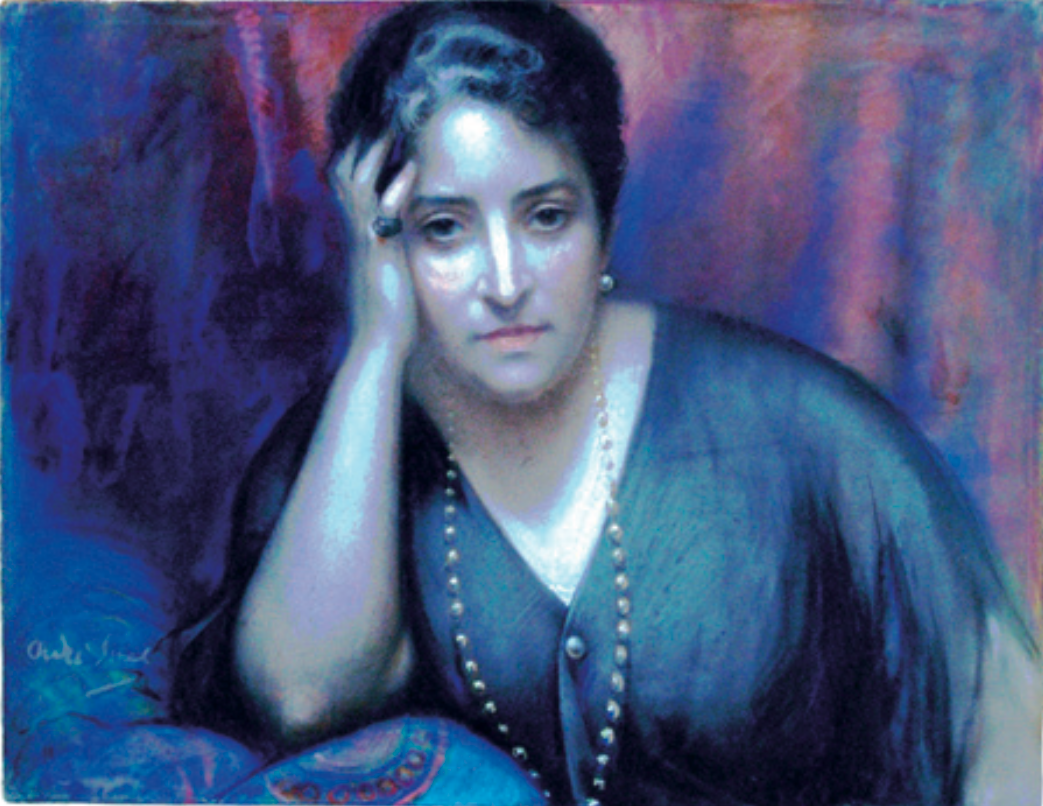
Olga de Moraes Sarmento, Porträtgemälde von André Sinet (1867–1923)

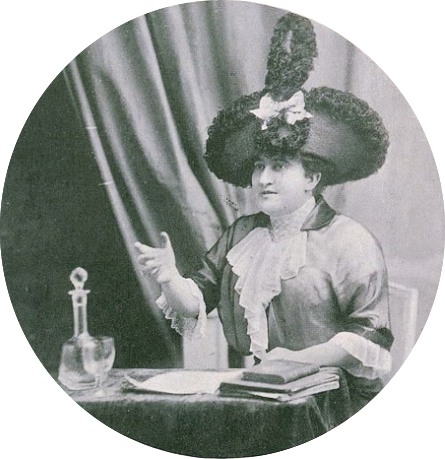
Olga de Moraes Sarmento, in Paris während einer Konferenz über Brasilien im April 1912 im Lyceum Club Femenino, die von Hélène de Zuylen geleitet wurde

Maria Olga de Moraes Sarmento da Silveira (* 26. Mai 1881 in Setúbal; † 17. Oktober 1948 in Lissabon) war eine portugiesische Autorin, Dichterin und Feministin.

## Leben
Moraes Sarmento stammte aus einer Soldatenfamilie und verbrachte dadurch einen Teil ihrer Kindheit in Elvas, wo sie sich mit Virgínia Quaresma anfreundete. Im Alter von 16 Jahren heiratete sie einen Marinearzt, der sieben Jahre später im Krieg gegen die Cuamato in Angola verstarb.
Sie war eng mit der Gruppe portugiesischer intellektueller Frauen verbunden, die zu Beginn des 20. Jahrhunderts für die bürgerlichen, rechtlichen und politischen Rechte der Frauen kämpften. Sie leitete die 1902 gegründete Zeitschrift Sociedade Futura in der Nachfolge von Ana de Castro Osório. Auch Arbeiten für die Zeitschrift A Arte Musical (1898–1915) sind bekannt.
Sie trat der Liga Portuguesa da Paz bei, gründete die Frauen-Sektion der Liga und wurde 1906 deren Vorsitzende. Am 18. Mai 1906 hielt sie vor der Sociedade de Geografia de Lisboa einen Vortrag über das Problema Feminista („Feministische Problem“). Sie reiste auch als Vortragende nach Südamerika und besuchte Brasilien, Uruguay und Argentinien. In Brasilien lernte sie die Schriftstellerin Júlia Lopes de Almeida kennen und freundete sich mit ihr an.
Obwohl Monarchistin und Katholikin, fühlte sie sich in Portugal beengt und lebte etwa dreißig Jahre lang in Paris, auch während des Ersten Weltkriegs. In ihren Memoiren gibt sie als Grund für ihr freiwilliges Exil ihren „ewigen Konflikt mit den Konventionen, mit den portugiesischen Vorurteilen“ an.
Sie heiratete nie wieder und pflegte stattdessen einige tiefe Frauenfreundschaften, deren Namen mit der Geburt der lesbischen Kultur in Frankreich verbunden sind, wie Renée Vivien, Lucie Delarue-Mardrus, Hélène de Zuylen, Colette und Élisabeth de Gramont. In ihren Memoiren (1948) erzählt Moraes Sarmento von ihrem Pariser Exil als emanzipierte Frau, die die lesbischen Salons der Belle Époque und der verrückten Jahre besucht, ohne jemals die Sexualität der Frauen und Männer, die sie beschwört, direkt zu benennen. Mehr als dreißig Jahre lang war sie die Gefährtin von Baronin Hélène de Zuylen de Nyevelt, geborene Rothschild, die sie vor dem Holocaust rettete, indem sie sie nach Lissabon und später nach New York brachte. Hélène de Zuylen starb in Lissabon und Moraes Sarmento widmete ihr ihre 1948 veröffentlichten Memoiren:

„À Hélène ofereço estas páginas que são o pálido retrato da minha vida, essa vida em que ela foi, pela nobreza inigualável da sua alma, pela inteligência compreensiva da sua amizade, pela generosidade calorosa do seu coração, a grande luz maternal que soube iluminar e aquecer mais de trinta anos de uma dedicação perfeita.“

„Hélène widme ich diese Seiten, die das unscheinbare Porträt meines Lebens sind, jenes Lebens, in dem sie durch den unvergleichlichen Adel ihrer Seele, die verständnisvolle Intelligenz ihrer Freundschaft, die warme Großzügigkeit ihres Herzens, das große mütterliche Licht war, das mehr als dreißig Jahre vollkommener Hingabe zu erhellen und zu erwärmen vermochte.“

Moraes Sarmento wurde am 5. Oktober 1928 mit dem Christusorden in der Klasse Offizier und am 20. März 1931 mit dem Orden des heiligen Jakob vom Schwert, ebenfalls in der Klasse Offizier, ausgezeichnet.
Moraes Sarmento starb im Alter von 84 Jahren in Lissabon. Sie war ihrer Heimatstadt Setúbal sehr verbunden und hinterließ der Kommune ihren gesamten Nachlass, einschließlich ihrer persönlichen Bibliothek und einer umfangreichen Sammlung von Autographen berühmter Persönlichkeiten aus Kunst, Musik und Literatur in Form von Postkarten, Briefen, Büchern und Zeichnungen. Dieser Nachlass ist Teil der Sammlung des Museu de Setúbal im Convento de Jesus.

## Ausgewählte Werke
- Problema feminista (1906, Online)
- A Marquesa de Alorna (sua influência na sociedade portuguesa) (mit einem Vorwort von Teófilo Braga, 1907)
- Arte, Literatura & Viagens (1909)
- A Infanta Dona Maria e a Corte Portuguesa (1909)
- La Patrie Brésilienne (1912)
- Sa Majesté la Reine Amélie de Portugal, Princesse de France (1924)
- Teófilo Braga: Notas e Comentários (1925)
- As Minhas Memórias: Tempo Passado, Tempo Ausente (Memoiren, 1948)